# جون أوكانو
جون أوكانو (باليابانية: 岡野 洵) (مواليد 9 ديسمبر 1997)، هو لاعب كرة قدم ياباني سابق كان يلعب كمدافع.

## وصلات خارجية
- جون أوكانو على موقع رابطة كرة القدم اليابانية للمحترفين (اليابانية)
- جون أوكانو على موقع قاعدة بيانات كرة القدم.إي يو (الإنجليزية)
- جون أوكانو على موقع Soccerway.com (الإنجليزية)
- جون أوكانو على موقع عالم كرة القدم.نت (الإنجليزية)